# Tornado

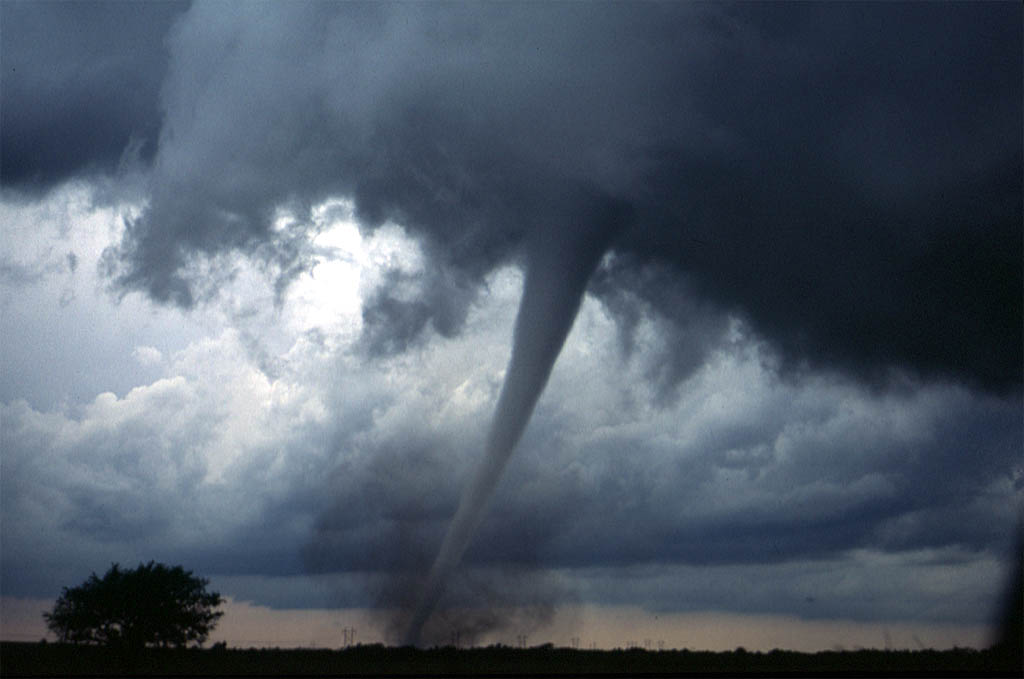
Un tornado a prop d'Anadarko

Un tornado és una violenta, perillosa i rotatòria columna d'aire que es troba en contacte tant amb la superfície de la terra com amb un cumulonimbe o, rarament, amb la base d'un cúmul. Els tornados presenten mides diverses però habitualment en forma d'embut de condensació visible, l'extrem estret del qual sovint és encerclat per un núvol de runa i pols. Gran part dels tornados assoleixen vents entre els 64 km/h i 177 km/h, mesuren aproximadament 75 metres d'amplada i avancen uns quants quilòmetres abans de dissipar-se. Tanmateix, s'han arribat a registrar tornados que assoliren vents de més de 480 km/h, que mesuraren 1,6 km d'amplada, i han avançat al llarg de més de 100 km.
Existeixen diversos tipus de tornado com les mànegues terrestres, els tornados de múltiples vòrtexs o les mànegues d'aigua. Les mànegues d'aigua tenen unes característiques similars als tornados. Es caracteritza per ser un vòrtex espiral d'aire que es forma sobre la superfície d'aigua que es troba connectat a un cúmul i núvols de tempesta. Les mànegues d'aigua generalment es classifiquen com a tornados no supercel·lats que es desenvolupen sobre grans superfícies d'aigua. Aquestes columnes espirals d'aire es desenvolupen freqüentment en zones tropicals properes a l'equador, però són menys habituals en àrees de latituds superiors. Existeixen altres fenòmens a la naturalesa de la mateixa magnitud que un tornado com el gustnado, el remolí de pols, el remolí de foc o el remolí de vapor.
Els tornados són detectats amb l'ús d'observadors de tempestes i el radar meteorològic, mitjançant l'ús de les dades de velocitat i els patrons de reflectivitats tals com un eco en cadena. Encara que s'han observat tornados en tots els continents, a excepció de l'Antàrtida, la majoria d'ells es produeixen al Tornado Alley (el "carreró de tornados") a l'estat de Texas dels Estats Units., encara que també poden registrar-se a qualsevol lloc de Nord Amèrica. També es generen a vegades al centre-sur i est d'Àsia, a les Filipines, al centre-est de Sud Amèrica, a l'Àfrica Austral, al nord-oest i sud-est d'Europa, a l'oest i sud-est d'Austràlia i Nova Zelanda.
L'Escala Fujita i l'Escala Fujita millorada classifiquen els tornados segons el dany que han causat. Un tornado EF0, la categoria més dèbil, danya arbres però no estructures substancials. Un tornado EF5, la categoria més forta, arrenca edificis dels seus fonaments i pot deformar alts gratacels. L'escala TORRO, similar a la Fujita, els classifica des dels tornados T0, tornados extremadament dèbils, fins als T11 per classificar els tornados més potents. Les dades del radar Doppler, la fotogrametria, i els patrons de gir a nivell de terra (marques cicloïdals), poden també ser analitzats per determinar la intensitat i atorgar-los una ràtio.

## Etimologia
Contra tota lògica lingüística, la paraula està documentada abans en anglès que en cap llengua romànica, el 1550. Segons la Hakluyt Society: "ternado" es un terme de navegants per indicar una tempesta de vent violent a l'Atlàntic tropical, probablement un préstec manllevat d'una llengua romanç "tronada =tempesta", "de tronar", "del llatí tonare" (vegeu trons). També apareix com "tornatho" al segle XVII, acabant amb l'ortografia moderna "tornado" cap al 1620. Metàtesi de -o- i -r- en ortografia moderna influïda per una llengua romanç "tornar=girar", del llatí "tornare ". En tres obres de la Hakluyt Society, quan ho documenta per primera vegada en anglès entre els anys 1556-1620, és amb el sentit de tempesta (tronada o torbonada en català): "we had terrible thunder and lightning with exceeding great gusts of raine, called Ternados".."we had nothing but Ternados, with such thunder, lightning and raine, that we could not keep our men drie 3 houres together". Més tard, per influència de "tornar" passaria a significar "remolí extremadament violent", o més específicament "núvol d'embús rotatiu destructiu", especialment al sud-oest dels Estats Units (documentat al 1849).

## Definicions

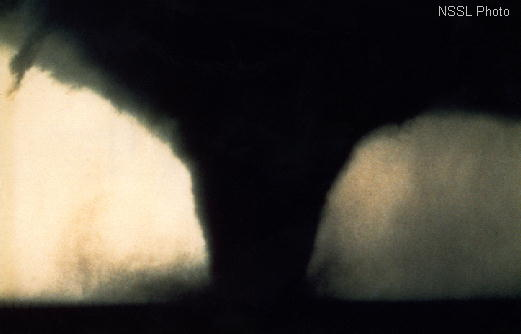
Un tornado prop de Seymour, Texas

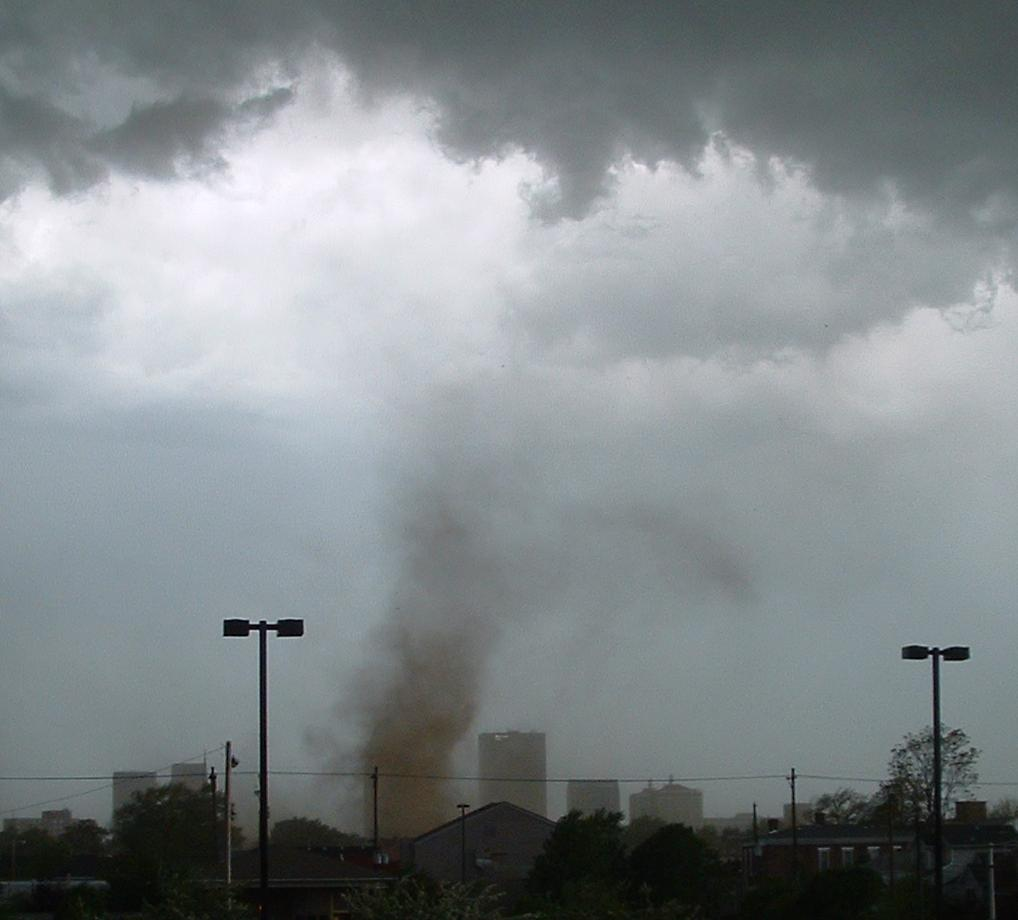
Aquest tornado no té un núvol embut; tanmateix, la polseguera que fa girar al seu torn indica que hi ha forts vents a la superfície, i és així un tornado veritable. La imatge va ser feta a Louisville, Kentucky.

El Glossary of Meteorology defineix un tornado com "una violenta columna d'aire rotatòria, en contacte amb el terra, penjant d'un núvol cumuliforme o sota d'un núvol cumuliforme, i sovint (però no sempre) es veu un núvol embut ..." En la pràctica, perquè un vòrtex sigui classificat com un tornado, hi ha d'haver contacte tant amb el terra com amb la base del núvol. Els científics encara no han acordat una definició completa de la paraula; per exemple, hi ha discrepàncies en si els aterratges separats dels vòrtexs provinents del mateix embut constitueixen tornados separats o un de sol. Tornado es refereix al vòrtex de vent i no al núvol de condensació.

### Núvol embut
Un tornado no és necessàriament visible; tanmateix, la intensa baixa pressió que causa grans ràfegues de vent (com descriu el principi de Bernoulli) i una rotació ràpida (a causa del balanç ciclostròfic) causa normalment vapor d'aigua en l'aire que esdevé visible com un núvol embut o un embut de condensació. Quan un núvol embut s'estén des de la base d'un núvol fins a terra se'l considera un tornado.
Existeixen certs desacords entre la definició d'un núvol embut i un embut de condensació. Segons el Glossary of Meteorology, un núvol embut és qualsevol núvol rotatori que penja d'un cúmul o d'un cumulonimbe, i aquesta definició la compleixen gran part dels tornados. Per molts meteoròlegs, el terme núvol embut és estrictament un núvol giratori que no està associat amb vents forts en superfície, i un embut de condensació és un terme més genèric que es defineix com qualsevol núvol rotatori sota un núvol cumuliforme.
Els tornados sovint es generen a partir d'un núvol embut sense tenir vents forts associats en superfície, encara que no tots esdevenen en un tornado. La majoria dels tornados produeixen vents forts en superfície mentre l'embut visible toca terra, per aquesta raó és difícil discernir entre un núvol embut i un tornado des de la distància.

### Onades i famílies
A vegades, una única tempesta pot produir més d'un tornado, tant simultàniament com successivament. És conegut com una família de tornados quan es produeixen múltiples tornados de la mateixa tempesta. Diversos tornados a vegades es produeixen amb la mateixa virulència del sistema tempestuós. Si no hi ha una pausa en l'activitat tempestuosa, aquest se'l considera una onada de tornados, encara que existeixen diverses definicions. Quan se succeeixen diverses onades de tornados durant dies en una mateixa àrea (produïts per múltiples sistemes tempestuosos) s'anomena seqüència d'onades de tornados i a vegades, onada de tornados estesa.

## Cicle de vida

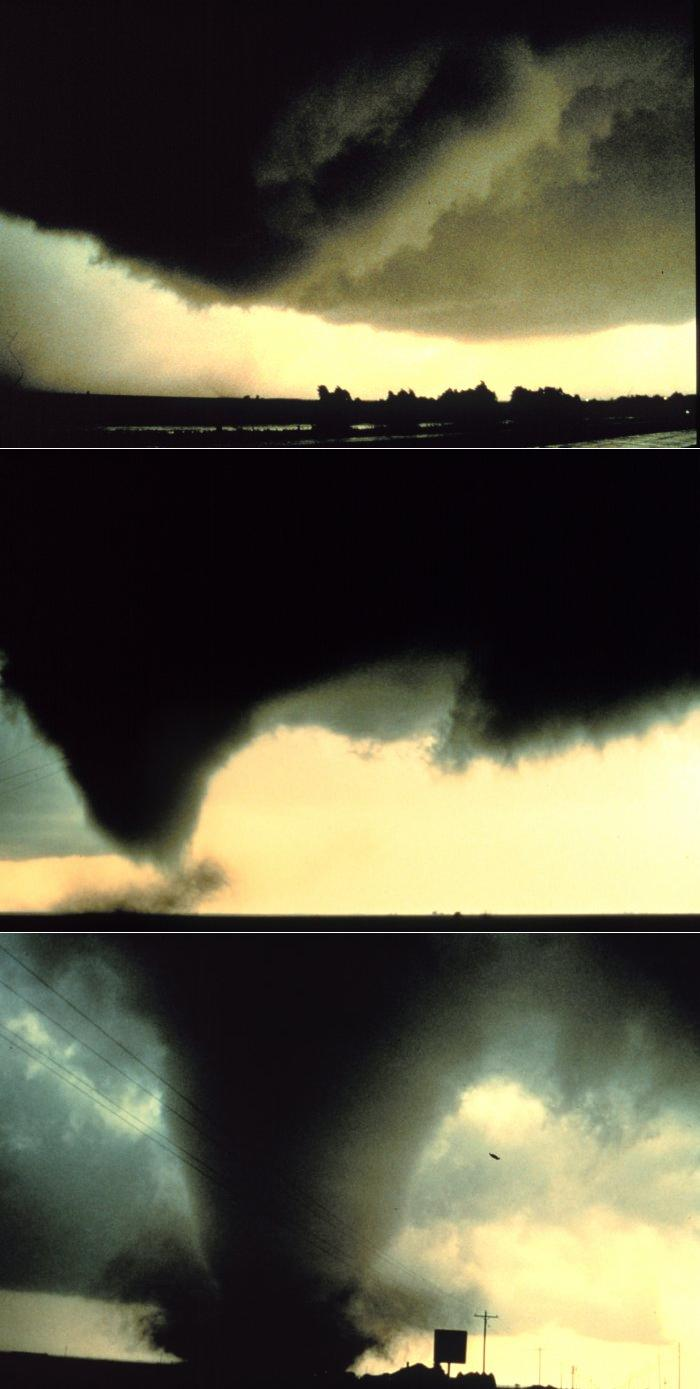
Una seqüència d'imatge que mostra el naixement d'un tornado. Primer, el descens de la base del núvol rotatori. Aquest descens esdevé un remolí, que continua descendent mentre els vents s'intensifiquen prop de la superfície, aixecant pols i runa. Finalment, l'embut visible s'estén fins a terra, i el tornado comença a causar danys més importants. Aquest tornado, a prop de Dimmitt, Texas, fou un dels tornados més violents observats al llarg de la història.

### Relació amb les supercel·les
Els tornados sovint es desenvolupen en una classe de tempestes conegudes com a supercel·les o supercel·lules. Les supercel·lules contenen mesociclons que són una massa organitzada de rotació a l'atmosfera i a uns quants quilòmetres sobre el terra, normalment entre 2-10 km d'altura. Els tornados més intensos (de EF3 a EF5 en l'Escala Fujita millorada) es desenvolupen a partir de supercel·les. A banda dels tornados, també la pluja molt forta, els freqüents llampecs, les ràfegues de vent fortes, i la calamarsa són comuns en tals tempestes.
Els tornados generats a partir de supercel·les segueixen un cicle de vida conegut. Aquest comença quan incrementa la intensitat de la pluja ensems amb el ràpid descens d'una massa d'aire coneguda com a flanc descendent de corrent del darrere (rear flank downdraft, RFD). Aquest descens s'accelera, i arrossega el mesocicló rotatori de la supercel·la cap a terra.

### Formació
A mesura que el mesocicló s'aproxima a terra, apareix un embut de condensació visible que descendeix des d'un núvol mare de la tempesta, sovint d'un rotatori núvol mur. Mentre l'embut baixa, el RFD també toca terra, creant un front de ràfega que pot causar danys a una certa distància respecte al tornado. Normalment, el núvol embut esdevé un tornado pocs minuts després que el RFD toca terra.

### Maduresa
Inicialment, el tornado té una font de flux càlid, humit per alimentar-lo, i això es manté fins que arriba a l'estat de maduresa. Aquest pot durar des d'uns minuts fins a més d'una hora, i és durant aquest temps quan es produeixen les destrosses més importants a la superfície, i en rares ocasions pot avançar més d'1,6 km des del punt d'origen. Mentrestant, el RFD, ara segueixen una àrea de vents freds en superfície, comença a embolicar-se al voltant del tornado, tallant així el flux d'aire càlid que alimentava el tornado.

### Dissipassió

Demostració d'una supercèl·lula

Quan el RFD embolica completament al seu torn i ofega el subministrament d'aire, el vòrtex es comença a debilitar, tornant-se cada cop més prim. Aquesta és "l'etapa de dissipació" que sovint no dura gaire més que uns pocs minuts, abans que es consumeixi. En aquest estat la forma del tornado es veu molt influenciat pels vents de la tempesta mare i pot prendre formes insospitades. Encara que el tornado estigui en procés de desaparició, el tornado encara és capaç de provocar danys. La tempesta es contrau en un tub en forma de corda, com un patinador de gel ajunta les mans al cos per patinar més ràpid, és en aquest punt quan els vents es poden intensificar.
Mentre el tornado entra en l'estat de dissipació, el mesocicló que tenia associat sovint també es debilita, quan el flanc descendent de corrent del darrere (RFD) talla el seu flux d'alimentació. Particularment, els tornados intensos de supercel·les poden desenvolupar-se cíclicament. Mentre el primer mesocicló i el tornado associat es dissipen, el flux de la tempesta pot concentrar-se en una nova àrea més propera al centre de la tempesta. Si es desenvolupa un nou mesocicló, el cicle pot començar de nou, generant un o més tornados nous. Ocasionalment, l'antic i el nou mesocicló produeixen un tornado alhora.
Encara que és una teoria àmpliament acceptada que explica com la majoria de tornados es formen, viuen i moren, aquesta no explica la formació de petits tornados, com les mànegues terrestres, la llarga vida dels tornados, o els tornados de múltiples vòrtexs. Aquests segueixen uns mecanismes diferents en el seu desenvolupament, tanmateix, la majoria dels tornados segueixen un patró similar al descrit.

## Formació
Perquè s'origini un tornado han de confluir tres elements: una massa d'aire càlid i humit, una altra massa d'aire fred i sec, i un corrent ascendent. Aquests elements són indispensables per a la seva formació, però amb la seva sola presència no en té prou per no donar lloc un minitornado; el seu mecanisme de creació és un punt més complex i segueix unes pautes generals.
Quan es produeix el xoc tèrmic dels dos fronts, el càlid i el fred, a causa de la forta condensació del vapor d'aigua associat al capdavant humit, s'origina una poderosa tempesta o supercèl·lula (Keith A. Browning, 1949), i amb ella un visible núvol espesseix de desenvolupament vertical anomenada cumulonimbe, de vegades d'un representatiu color fosc i que molt freqüentment arriba a precipitar en forma de pluja o fins i tot de calamarsa. En l'interior de l'esmentat núvol, els corrents d'aire que es creguin per l'intercanvi vertical de gasos (l'aire fred descendeix i el càlid puja per la seva diferència de densitats) provoquen al seu torn un primer corrent ascendent. D'altra banda, i produint-se de manera constant en qualsevol lloc sobre el qual incideixin o hagin incidit els raigs del sol, hi ha bombolles o masses d'aire que s'eleven des de la superfície de la terra, en ser escalfada aquesta per la radiació solar. En el moment en què una d'aquestes bombolles d'aire que puja és succionada pel corrent ascendent del núvol passa a ascendir a major velocitat (50 km/h com a màxim); alhora, i gràcies a la mateixa rotació de la Terra i/o a l'ajuda d'algun corrent horitzontal que la fa girar, aquesta massa o bombolla d'aire que s'eleva des de la superfície terrestre s'arrossegarà sobre si mateixa i es convertirà finalment en un segon corrent giratori ascendent, que en aquest cas va des del terra fins a la base del núvol: el tornado.

## Característiques
- Es crea en zones, com per exemple, al centre de l'Amèrica del Nord, on s'ajunta corrents d'aire fred (procedents de les Muntanyes Rocoses) i corrents d'aire calent (procedentes del golf de Mèxic) formant així una supercèl·lula que forma un tornado. El tornado sorgeix a partir de la base d'un núvol tipus espiral cumulonimbe i s'estén fins a baix en forma de màniga o embut, i no provoca danys fins que toca terra. La part inferior i més agressiva del tornado se sol denominar vòrtex.
- En aquests remolins els solen acompanyar precipitacions violentes de pluja o calamarsa, llampecs, llamps i la foscor pròpia dels núvols que els sustenten.
- Els tornados, per l'acció de la rotació de la Terra i la força de Coriolis derivada, giren en l'hemisferi nord en contra de les agulles del rellotge i en l'hemisferi sud a favor d'aquestes. Tanmateix, aquesta norma no és excloent, ja que s'han registrat casos de tornados que giraven en sentit invers a l'habitual.
- Els tornados, a part del gir circular dels seus vents, es desplacen a una velocitat que va des dels 20 km/h, dels remolins més lents, fins als 100 km/h dels més ràpids, i descrivint un moviment rectilini i erràtic que gairebé sempre, en l'hemisferi nord, segueix la direcció sud-oest-nord-est.
- L'aparició de tornados és gairebé exclusivament subjecta a les latituds intermèdies entre les masses d'aire polar i tropical; és a dir, entre els 20 i els 50 graus de latitud, a les franges situades tant al nord com al sud de l'Equador. En latituds superiors i inferiors, com que l'aire no arriba a escalfar-se tant o s'escalfa massa sense refredar-se, no s'arriba a aconseguir un contrast tèrmic que n'afavoreixi l'aparició.
- La ràpida ascensió de l'aire calent a través de l'embut del tornado crea, d'acord amb el Teorema de Bernoulli (que estableix que la pressió es redueix en créixer la velocitat) una zona de buit (o baixes pressions) al voltant del vòrtex, que el dota del seu temible efecte "explosiu", que provoca que els edificis esclatin per la sobtada diferència de pressió que es produeix entre el seu interior i exterior en passar l'ull o centre del tornado per sobre d'aquests.
- Els tornados arrosseguen tot allò que es troben al seu pas, des de pols fins a deixalles, arbres, xapes de metall, vidres, bigues i fins i tot vagons de tren. Aquests materials que el tornado porta volant se'ls denomina escombraries.
- L'efecte de destrucció d'un tornado és més gran a l'àrea afectada que el d'un huracà, a causa del fet que l'energia per alliberar es concentra en una àrea més petita; així doncs, l'efecte de la velocitat del vent i la baixa pressió fan que els danys siguin més importants.
- Les èpoques de l'any més propícies per a l'aparició de tornados solen ser sobretot la primavera (març, abril i maig), i en menor mesura, l'estiu i la tardor. Quant a la seva durada, la mitjana de vida d'un tornado sol rondar el quart d'hora, però de vegades superen la mitja hora o lapses superiors.
- Els tornados es mesuren segons l'escala de Fujita, que va des dels tornados F0 (menor intensitat) fins als F5 (categoria suprema).

## Parts
Un tornado es compon de cinc parts fonamentals:
- Remolí inicial. Està format per una columna descendent en sentit horari d'aire molt fred que precedeix a un núvol (un cumulonimbe o un front càlid molt profund) i que dona origen immediatament a un altre remolí d'aire calent que gira en forma d'espiral antihorari sobreposar-se a l'aire fred. El remolí inicial no sol veure's per estar format per aire fred i sec i només comença a definir quan l'aire més calent que desplaça comença a actuar com una mena de centrifugadora aixecant objectes, pols i runa (i animals en molts casos). La columna descendent d'aire fred queda immediatament "succionada" pel mateix núvol que ve avançant des de darrere. Aquest ascens ha generat un aire sec a gran alçada (perquè la humitat s'ha condensat i s'ha convertit en pluja), però molt fred per la gran alçada que ha assolit. És per això que l'aire fred més pesant descendeix fins a terra davant del núvol, d'una gran extensió i desenvolupament vertical, i en arribar al sòl és immediatament absorbit per la columna d'aire ascendent que forma pròpiament el núvol que ho va generar.

- Embut. El con invertit o màniga (o tromba marina quan es forma al mar), comença a ser plenament visible perquè en ascendir es condensa la humitat que porta la columna d'aire calent. En iniciar l'ascens d'aquesta mànega els vents arriben a assolir velocitats molt grans perquè representen el gir de l'aire d'una superfície relativament extensa (sovint de diversos kilòmetres de radi) i el diàmetre de la zona de baixa pressió on convergeix, és d'un centenar de metres aproximadament; per aquest motiu, la compressió tan intensa es tradueix en una velocitat de gir increïblement alta. A mesura que puja es va formant el típic embut, cada vegada més ample, perquè va disminuint ràpidament la velocitat i es va expandint fins que arriba a desaparèixer en el núvol produït pel front càlid. Així, és literalment impossible que un tornado "descendeixi" d'un núvol mare. El descens de l'aire fred sobre la superfície terrestre és un fenomen conegut com a anticicló, que proporciona un ambient molt estable; per la qual cosa, és inconcebible que es produeixin tornados (ni tan sols núvols o fronts càlids).

- Base asimètrica. En un tornado, l'embut o màniga tendeix a inclinar-se cap al núvol posterior perquè el peu del tornado es desplaça a més velocitat que la part superior de la màniga o embut. Això dona origen a una asimetria molt notòria fàcilment visible des de qualsevol lloc (llevat que estiguem contemplant el tornado en la direcció del seu avanç, és a dir, des del punt cap on es dirigeix; cal protegir-se quan es veu el tornado sense cap asimetria.

- Vòrtex. És la part inferior de l'embut, la que entra en contacte amb el terra. El vòrtex és la part més destructiva del tornado, car és aquesta punta de la qual posseeix el menor diàmetre i, per tant, la major acceleració de l'aire. També és la que contacta directament amb la superfície terrestre, arrencant arbres, aixecant cases i arrossegant la major part de les deixalles que va aspirant. Encara que en la majoria de les ocasions un tornado té un únic vòrtex, no és estrany que apareguin diversos vòrtexs de succió, que al seu torn aniran girant al voltant del peu del remolí.

- Peu. És la part de la terra que es mou amb les ones de gir del tornado.

## Composició i desaparició
Al principi, l'embut del tornado és un núvol embut, únicament constituït per gotes d'aigua en condensació, que neixen a la base del núvol mare i descendeixen fins a la superfície. Després de tocar el terra, el vòrtex aspira pols i deixalles abundants que, a causa del corrent d'aire ascendent, pugen per l'embut i el van vetllant amb una cortina de brutícia. A mesura que avança el tornado, i a causa de la fricció entre les molècules d'aire i pols, a les parets que formen l'ull del tornado normalment es produeixen descàrregues elèctriques, que donen lloc a l'aparició d'espetecs, llampecs i llamps. Finalment, i amb tota la càrrega de rebuigs que porta al llarg del seu embut, el vòrtex del tornado no pot seguir el ritme i es va quedant enrere, separant-se del punt on s'uneix amb el núvol mare (que de vegades descendeix lleugerament i s'enrotlla al voltant del con) fins que es produeix la seva ruptura, moment en el qual la màniga ascendeix i s'integra al cumulonimbe, desapareixent el tornado. Així mateix, la ruptura de l'embut pot produir-se també per la impossibilitat del tornado de continuar engolint aire a causa de la massiva presència dels rebuigs que porta, encara que això no variï el seu espectacular desenllaç.

## Poder destructiu
Els danys produïts per un tornado són el resultat de diversos factors com a:
- La ràpida rotació dels seus vents, que poden obrir finestres, trencar vidres, esquinçar arbres, aixecar cotxes i llançar trens pels aires.

- La violència dels impactes dels rebuigs que porta contra vehicles, edificis, construccions, etc.

- La pressió molt reduïda de l'interior del seu embut, que provoca l'explosió de les estructures sobre les quals es posa i que no tenen ventilació suficient, i que, per tant, no equilibren ràpidament la diferència de pressió.

## Tornados al món
Encara que s'han arribat a observar tornados a tots els continents, excepte a l'Antàrtic, gran part es produeixen als Estats Units, a l'àrea de les Grans Planures. També se'n produeixen habitualment al sud del Canadà, centre, sud i est d'Àsia, el sud de l'Àfrica, el nord-oest i el centre d'Europa, especialment a Espanya. També són comuns a les costes del País Valencià o a la província de Girona, encara que de caràcter lleu; igualment en ciutats del sud del Carib com Barranquilla i en entorns fisiogràfics com els de Bogotà. També a Itàlia, a l'oest i el sud-est d'Austràlia, i Nova Zelanda.
En el cas de Catalunya, de mitjana cada any s'observen entre 5 i 6 tornados i entre 16 i 17 mànegues marines. La zona on es presenten amb una major freqüència és el sector central del litoral i prelitoral, especialment entre els deltes de la Tordera i el Llobregat i al Camp de Tarragona. De fet, Catalunya és una de les àrees de la Mediterrània on hi ha més tornados. Alguns dels casos més recents i intensos són els tornados d'intensitat EF2 que el 7 de gener de 2018 van causar danys a Cardona (Bages) i a diverses poblacions de l'Alt Empordà, i també el fibló del 22 d'octubre de 2019 que va afectar un càmping a Gualba (Vallès Oriental).

## Seguretat
Tot i que els tornados poden atacar en qualsevol instant, existeixen precaucions i mesures preventives que la gent pot adoptar per augmentar les seves possibilitats de sobreviure a un tornado. Autoritats com el Storm Prediction Center aconsellen comptar amb un pla contra tornados. Quan s'envia una alerta de tornado, refugiar-se a un soterrani o una habitació localitzada en la part més interna d'una casa resistent augmenten les possibilitats de sobreviure. En àrees propenses a tornados, molts edificis compten amb refugis especials per tempestes. Aquestes habitacions subterrànies han ajudat a salvar milers de vides.
Alguns països compten amb agències meteorològiques que proporcionen prediccions de tornados i incrementen el nivell d'alerta per un possible tornado (de la mateixa manera que ho fan els avisos i alertes de tornados en Estats Units i el Canadà). Les estacions climatològiques de ràdio també proporcionen alarmes quan s'allibera una advertència per clima rigorós per a la seva àrea local, tot i que aquest tipus d'estacions de ràdio generalment només es troben als Estats Units.
Llevat que el tornado estigui a gran distància i sigui visible, els meteoròlegs aconsellen als conductors que aparquin els seus vehicles fora del camí (per no bloquejar al tràfic d'emergència), i buscar un refugi segur. Si no n'hi ha un en la rodalia, la següent millor opció és col·locar-se en la part profunda d'una rasa.

### Mites
Un dels mites més persistents associats amb tornados consisteix en el fet que obrir les finestres reduirà els danys causats pel tornado. Tot i que existeix un marcat descens en la pressió atmosfèrica en l'interior d'un tornado fort, és improbable que la disminució de pressió fos suficient per causar que l'immoble exploti. Algunes investigacions mostren que obrir les finestres en realitat pot incrementar la gravetat dels danys del tornado. Sense importar la validesa d'aquesta teoria de l'explosió, és millor invertir el temps buscant refugi i no obrint les finestres. Un tornado violent, de totes maneres, pot destruir una casa sense importar si les finestres estan obertes o tancades.